# La bufera (film 1911)
La bufera è un film del 1911, diretto dal regista Alberto Carlo Lolli.